# Cost of Living (Rick Wakeman)
Cost of Living is het dertiende muziekalbum van Rick Wakeman; het was zijn tweede album voor Charisma Records. Gegevens omtrent de opnamen van dit studioalbum ontbreken. Twee Wakemans maken hier hun debuut: zoon Benjamin Wakeman (later niet in de muziek) is te horen aan het begin van Bedtime Stories; dochter Jemma Wakeman (Twij) (later wel in de muziek) wordt vermeld in het dankwoord (zij is in 1983 geboren) uit zijn huwelijk met Nina Carter. In juni 2005 werd Gone But Not Forgotten gespeeld tijdens de begrafenis van Richard Whitely, presentator van de in Engeland populaire televisiequiz Countdown, de Britse variant van Des chiffres et des lettres (Nederlandse variant: Cijfers en Letters).

## Musici
- Rick Wakeman – toetsinstrumenten
- Hereward Kaye – zang
- Jackie McAuley – gitaar
- John Gustafson – basgitaar
- Robert Powell – verteller (9)
- Tony Fernandez – slagwerk

## Tracklist
De muziek is van Wakeman, teksten van Tim Rice, behalve (9) Thomas Gray.

| Nr. | Titel                  | Duur |
| --- | ---------------------- | ---- |
| 1.  | Twij                   | 1:20 |
| 2.  | Pandamonia             | 3:58 |
| 3.  | Gone but not forgotten | 3:43 |
| 4.  | One for the road       | 4:44 |
| 5.  | Bedtime stories        | 4:23 |

| Nr. | Titel                                   | Duur |
| --- | --------------------------------------- | ---- |
| 1.  | Happening man                           | 3:35 |
| 2.  | Shakespeare run                         | 3:27 |
| 3.  | Monkey nuts                             | 3:26 |
| 4.  | Elegy – written in a country churchyard | 8:26 |